# Nike
Pour les articles homonymes, voir Nike (homonymie).
Nike (prononcé : /najk/ en français ; prononciation originale : /ˈnaɪ.kiː/ en anglais, comme la déesse de la victoire) est une société américaine créée en 1968 par Philip Knight et Bill Bowerman. Basée à Beaverton dans l'Oregon, elle est spécialisée dans la fabrication d'articles de sport (chaussures, vêtements et matériel de sport).
Le nom Nike est inspiré de la déesse grecque de la victoire Niké (Nικη), déesse ailée capable de se déplacer à grande vitesse, dont la représentation la plus connue, une statue exposée au Louvre, est la Victoire de Samothrace.
La marque a assuré sa notoriété par un logo simple et rapidement reconnaissable : le Swoosh, une virgule posée à l'envers et à l'horizontale ; il a été créé par Carolyn Davidson en 1971 comme une représentation stylisée de l'aile de la déesse.
En 2005, Nike réalise 55 % de ses ventes à l'étranger. L'entreprise est actuellement le plus grand équipementier sportif dans le monde avec un chiffre d'affaires de 32,4 milliards de dollars, devant Adidas qui fut le leader incontesté pendant 50 ans.
Les plus grands concurrents de Nike sont Adidas (chiffre d'affaires de 19 milliards de dollars et numéro 2 mondial en 2013) et Puma (4,2 milliards en 2013). En septembre 2014, Nike devient le 1er équipementier mondial pour le football devant Adidas.

## Historique

### Débuts
En 1963, Bill Bowerman, entraîneur d'athlétisme au sein de l'université de l'Oregon aux États-Unis, et Philip Knight, étudiant en comptabilité et coureur de demi-fond, ont l'idée d'importer des chaussures d'athlétisme peu chères et de haute technicité depuis le Japon. À cette époque, les marques allemandes comme Adidas et Puma dominaient encore totalement cette industrie.
Ces chaussures arrivant à épuisement, Knight crée la société BRS (Blue Ribbon Sports) afin de gagner en crédibilité et passe commande d'échantillons de modèles de chaussures pour l'Oregon. Lorsque les modèles arrivent, Knight envoie deux paires à Bowerman afin que ce dernier les distribue aux coureurs de l'équipe d'athlétisme d'Oregon, qu'il entraînait alors. Bowerman accepte et devient partenaire de BRS, afin de pouvoir proposer des idées pour améliorer le design et la technicité des produits. En 1964, la société naît réellement lors d'un repas où Knight et Bowerman se serrent la main et apportent chacun 500 dollars à l'affaire.
Ce sont donc des chaussures Tiger d'Asics que Bill Bowerman et Philip Knight vont vendre aux États-Unis ; elles seront vendues 7 dollars contre 9 dollars pour des Adidas. Pendant sept ans, ils vont vendre et investir le marché, avant que les Japonais décident de vendre eux-mêmes ces produits ; c'est la raison pour laquelle ils décident de fabriquer une chaussure « américaine » et de la commercialiser.
En 1965, ils sont rejoints par Jeff Johnson, qui est le premier vendeur-représentant à plein temps de la marque : il fait le tour des stades d'athlétisme pour promouvoir ces chaussures, à bord de son Van.
Cependant, le désir de Bowerman est d'améliorer l'aspect des « Tiger », et Knight veut faire plus que vendre les chaussures d'autres compagnies. En 1968, Jeff Johnson rebaptise l'entreprise Nike et Bowerman s'occupe du design.

### Les années 1970 à 1990
En 1971, pour 35 dollars, une étudiante en art graphique, Carolyn Davidson, conçoit le logo en virgule de Nike. En juillet 2019, une paire de chaussures dites « Moon Shoe », en raison de sa semelle inspirée par les empreintes des astronautes américains sur la Lune, destinée à des athlètes représentants les États-Unis aux Jeux olympiques de 1972 est adjugée aux enchères pour la somme record de 437 500 dollars. En 1973, l'entreprise lance sa célèbre basket Waffle (gaufre en français).
En 1978, la chaussure de course Tailwind reçoit la nouvelle technologie « Air ». Des poches remplies de gaz sont incluses dans la semelle pour améliorer le confort du coureur.
En 1981, Nike devient numéro 1 de la chaussure de sport aux États-Unis, et en profite pour entrer en bourse. En 1982, l'entreprise lance la Air Force One basketball, une chaussure de basket-ball. En 1984, le basket-ball devient le sport phare de la marque, avec la signature du joueur Michael Jordan et la création de la Nike Air Jordan.
En 1997, c'est l'année noire pour la firme, qui est accusée de faire fabriquer ses produits par des sous-traitants employant des enfants.

### Depuis 2000
En 2003, Nike Inc. rachète son rival Converse Shoes pour un montant de 305 millions de dollars. En 2005, Phil Knight (PDG et fondateur de Nike) prépare sa succession. Il désigne son successeur, Bill Perez, avant de pousser ce dernier vers la sortie et de le remplacer en janvier 2006.
En 2007, Nike rachète Umbro pour 409 millions d'euros. En 2008, l'entreprise se sépare de Bauer et le vend à un groupe d'investisseurs dirigé par l'homme d'affaires Graeme Roustan, d'origine québécoise, et la firme américaine d'investissement privé Kohlberg & Co. La vente est estimée à 200 millions de dollars. Bauer pourra continuer d'utiliser la marque « Nike Bauer Hockey » sur les produits déjà sur le marché, pour une période pouvant atteindre deux ans.
Le 22 février 2009, la marque américaine devient l'équipementier de l'équipe de France de football. Le contrat de 320 millions d'euros, pris au concurrent allemand Adidas, prend effet en 2011. Cette même année, Nike annonce avoir déposé un brevet pour la création de chaussures à laçage automatique, attendu depuis 1989, année de sortie du film Retour vers le futur 2, qui aborde cette problématique dans le film.
Le 13 juillet 2011, le groupe de défense de l'environnement Greenpeace annonce avoir trouvé parmi des échantillons de vêtements Nike (mais aussi sur d'autres marques comme Lacoste, Ralph Lauren, Puma et Adidas), des traces d'éthoxylates de nonylphénol (un perturbateur hormonal), qui sont également rejetées dans les eaux chinoises et s'intégreraient dans la chaîne alimentaire, notamment à travers les poissons. La marque s'engage à éliminer de ses processus de fabrication toute substance chimique toxique d'ici à 2020.
Le 1er juin 2012, Nike lance un nouveau concept de publicité, avec le Nike Barber Shop, un salon de coiffure dans le style des années 1920. Lancé dans six villes dans le monde, le Barber Shop le plus médiatisé se trouve à Paris dans la Crémerie de Paris[Quoi ?] rue des Halles. Le Barber Shop est accompagné d'un clip de publicité tourné avec le footballeur Mario Balotelli.
Le 24 octobre 2012, Nike cède Umbro à Iconix Brand Group pour 225 millions de dollars. Le 4 février 2013, Nike vend la marque Cole Haan au fonds d'investissement Apax Partners pour 570 millions de dollars.
Après avoir sorti les Lunar Flyknit, les Foamposite ou encore les Air force 1 en collaboration avec Supreme, Nike sort une nouvelle paire, les Air max 98 le 25 avril 2016.
À partir de l'été 2017, Nike met en place un partenariat avec Amazon pour vendre directement ses produits en ligne. Cependant, en novembre 2019, la marque a arrêté ses ventes sur cette Marketplace.
Début 2021, à la suite des difficultés rencontrées avec la crise du Covid-19, Nike cherche à se désengager auprès de certains sportifs en raison du manque d'exposition avec l'annulation des compétitions. Ainsi, de nombreux contrats d'athlètes ne sont pas renouvelés à travers le monde.

## Produits
La gamme Mercurial qui a été lancée en 1998.

### Nike Running Flyknit
| Modèle                     | Date de commercialisation | Spécificités                                                                                                |
| -------------------------- | ------------------------- | --- |
| Flyknit Racer/ Trainer     | 2012                      | Uniquement pour les jeux olympiques de 2012. Apparition de Technologie Flyknit, tissu imprimé numériquement |
| Flyknit Lunar One          | 2013                      | |
| Flyknit Lunar 2            | 2014                      | |
| Flyknit Lunar 3            | 2015                      | |
| LunarEpic Flyknit          | 2016                      | Chaussure montante en Flyknit                                                                               |
| LunarEpic Flyknit Low      | 2016                      | Dérivée non montante                                                                                        |
| LunarEpic Flyknit 2        | 2017                      | |
| Epic React Flyknit         | 2018                      | Apparition de la technologie React                                                                          |
| Epic React Flyknit 2       | 2019                      | |
| React Infinity Run Flyknit | 2020                      | |

### NFT
En décembre 2021, Nike rachète l'entreprise RTFKT, qui commercialise des modèles de chaussures virtuelles sous forme de NFT.

### Vêtements
Selon Le Parisien, Nike annonce en mars 2017 la sortie d'une collection inédite, « le Pro Hijab », une collection de voiles athlétiques.

## Données financières
Données en milliards d'euros
| Année              | 2013   | 2014      | 2015     |
| ------------------ | ------ | --------- | -------- |
| Chiffre d'affaires | 23 313 | 27 315    | 30,6     |
| Évolution          |        | + 17.16 % | + 2.54 % |
| Résultat net       | 2 485  | 2 971     | 2 995    |

## Actionnaires
Les principaux actionnaires de Nike au début de 2024 sont :
| Nom                                 | %     |
| Philip Knight                       | 17,4% |
| The Vanguard Group                  | 7,23% |
| BlackRock                           | 5,93% |
| State Street Global Advisors (en)   | 3,71% |
| Travis Knight                       | 3,14% |
| Fondation Knight                    | 1,95% |
| The Capital Group Companies         | 1,94% |
| Geode Capital Management            | 1,57% |
| Wellington Management Company       | 1,48% |
| AllianceBernstein Holding L.P. (en) | 1,32% |

## Controverses

### Liens supposés avec des usines chinoises soumettant les Ouïghours au travail forcé
Selon un rapport publié en mars 2020 par l'Institut australien de stratégie  politique, ASPI, Australian Strategic Policy Institute, think tank créé par l'État australien, les usines ayant recours au travail forcé des Ouïghours au Xinjiang, région au nord-ouest de la Chine, font partie de la chaîne de production de 83 marques internationales parmi lesquelles Nike. Les Ouïghours sont une minorité musulmane persécutée en Chine.
Une usine du Xinjiang imposant le travail forcé aux Ouïghours aurait produit sept millions de paires de chaussures de la marque Nike.
Après la parution du rapport de l'ASPI, le partenariat entre Nike et un de ses fournisseurs chinois les plus suspects, Qingdao Taekwang Shoes Co. Ltd, aurait été maintenu. Qingdao Taekwang Shoes Co. Ltd aurait employé 600 ouvriers ouïghours déplacés de la région du Xinjiang dans ses usines en janvier 2020.
En février 2021, l’association des Ouïghours de France porte plainte contre Nike, qu’elle accuse de « pratiques commerciales trompeuses et complicité de recel de travail forcé »,. D'après le New York Times, Nike aurait exercé un « lobbying très actif à Washington afin d’affaiblir un projet de loi visant à interdire aux États-Unis toute importation de produits fabriqués dans le Xinjiang »,.

### Conditions de travail des ouvriers, travail des enfants
Nike ne possède pas d'usines de fabrication et travaille avec des sous-traitants. L'entreprise est critiquée pour les conditions de travail des ouvriers dans les usines sous-traitantes de la marque situées en Asie et au Mexique, souvent installées dans des zones franches, comme la plupart des autres marques sportives, afin de rentabiliser au maximum leur marge bénéficiaire. On trouve la source de ces critiques, entre autres, dans le livre de Naomi Klein, No Logo, et dans les documentaires de Michael Moore, The Big One.
En 1997, la photographie d'un enfant pakistanais cousant des ballons Nike est publiée dans plusieurs journaux pour illustrer ce thème.
En 1999, le film de Michael Moore The Big One revient sur ce problème. Dans le documentaire, Philip Knight justifie le travail d'enfants de moins de 14 ans et des images associées choquent l'opinion publique.

### Mouvements sociaux
Le 31 mars 2008, à Ching Luh, dans la province vietnamienne de Long An, plus de 15 000 ouvriers d'une usine de fabrication de chaussures, en sous-traitance pour Nike, se mettent en grève pendant deux jours, réclamant une augmentation de 20 % de leur salaire mensuel, d'un montant de 62 dollars (celui-ci étant plus élevé de 14 % au salaire minimum du pays). Cette usine, l'une des dix au Viêt Nam en contrat avec Nike pour la production de chaussures de sport, est la propriété d'un groupe taïwanais, et fabrique des chaussures depuis 2002, employant environ 21 000 personnes, principalement des jeunes femmes issues du milieu rural. À la suite de ce mouvement, leur salaire est augmenté de 6 dollars (10 %) et ils obtiennent la gratuité des déjeuners servis à l'usine.

### Optimisation fiscale
Les Paradise Papers, publiés en novembre 2017, montrent que l'équipementier pratique l'optimisation fiscale par une série de montages financiers entre les Pays-Bas et les Bahamas, ce qui lui permettrait, selon le journal Le Monde, de « réduire son taux d’imposition à 2 % en Europe » contre 25 % en moyenne pour les entreprises européennes.
Dans le détail, Nike rapatrie depuis 2014 tous ses revenus européens dans une filiale aux Pays-Bas, qui paie à une autre filiale, Nike Innovate, le droit d'utiliser la marque Nike, asséchant artificiellement ses profits. Nike Innovate profite d'une faille dans la législation néerlandaise, dite « CV-BV » : le fisc néerlandais estime que la filiale doit être taxée aux États-Unis, et inversement. Nike Innovate ne paie donc aucun impôt.

## Activité de lobbying
- En 2015, selon le Center for Responsive Politics, les dépenses de lobbying de Nike aux États-Unis s'élèvent à 1 285 000 dollars[52].
- Depuis 2016, Nike est inscrit au registre de transparence des représentants d'intérêts auprès de la Commission européenne. En 2015, l'entreprise déclare pour cette activité des dépenses d'un montant compris entre 200 000 et 300 000 euros[53].
- En février 2017, la marque lance une campagne publicitaire qui vise clairement la politique du président des États-Unis Donald Trump[54].

## Communication

### Identité visuelle

Logo de Blue Ribbon Sports  avant de devenir Nike de 1968 à 1971.
Premier logo de Nike avec le swoosh de 1971 à 1978.
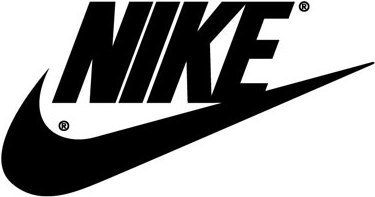
Second logo de Nike 1978 à 1995, toujours utilisé sur des produits de la marque.
Logo de Nike depuis 1995.

### Équipementier officiel
Nike sponsorise de nombreux athlètes et équipes. Le sponsoring est même au cœur de la politique de Nike. La société sponsorise souvent des athlètes phénoménaux tels que Steve Prefontaine dans les années 1970, Michael Jordan en 1984, LeBron James, Rafael Nadal, Cristiano Ronaldo, Roger Federer (à partir de 2018, Nike n'est plus son sponsor principal, mais reste son sponsor chaussure), Serena Williams, Kylian Mbappé et Tiger Woods actuellement, entre-autres. Nike est également le sponsor officiel de tous les maillots de la NFL. C'est aussi le sponsor de beaucoup d'équipes universitaires américaines membres de la ligue NCAA.
Nike est également partenaire de structure sportive comme UrbanSoccer pour le Foot à 5 ou encore Hoops Factory pour le basket.

#### Athlétisme
Fédérations nationales :
- Allemagne[57]
- Brésil[58]
- Canada[59]
- Chine[60]
- Estonie[réf. nécessaire]
- États-Unis[61]
- Haïti[réf. nécessaire]
- Kenya[62]
- Maroc[réf. nécessaire]
- Qatar[réf. nécessaire]
- Russie[réf. nécessaire]
- Ukraine[réf. nécessaire]

#### Baseball
La ligue majeure de baseball (MLB)

#### Basketball
- Clubs : FC Barcelone[64], JL Bourg-en-Bresse [65], Pallacanestro Trieste[66].[réf. nécessaire]
- Sélections Nationales : États-Unis[67], Espagne[68], Canada[69], Chine[70], Allemagne, Lituanie, Sénégal, Turquie.[réf. nécessaire]

Depuis la saison 2017-2018 de NBA, Nike est le nouveau sponsor de la ligue américaine de basket-ball, remplaçant ainsi son rival Adidas. Le logo de la marque pourra alors apparaitre sur les maillots de toutes les franchises (ce qui n'était pas le cas avec l'équipementier allemand).
La même année, la FIBA contracte un partenariat de onze ans avec la marque.

#### Cricket
- Sélections Nationales : Inde, Macédoine, Pologne[réf. nécessaire].

#### Football
En septembre 2014, Nike devient le 1er équipementier mondial pour le football, devant Adidas.

##### Clubs
En 2023/2024 :
- Angleterre : Brighton [73], Chelsea FC [74], Liverpool FC [75]Tottenham Hotspur FC [76], Sunderland AFC [77], Birmingham City FC.
- Allemagne : 1. FC Kaiserslautern [78], Hertha BSC Berlin [79], Eintracht Frankfurt [80], FC Hansa Rostock [81], RB Leipzig [82] (jusqu'à l'été 2024), SC Fribourg [83], VfL Wolfsburg [84]
- Algérie : ASO Chlef[réf. nécessaire]
- Andorre :  Atlètic Club d'Escaldes, FC Andorra
- Arabie-Saoudite : Al-Ittihad Club [85], Al-Nassr Football Club [86]
- Argentine : CA San Lorenzo[87]
- Autriche : RB Salzburg
- Belgique : KRC Genk[88]
- Brésil : Sport Club Corinthians Paulista[réf. nécessaire]
- Bulgarie : PFC Ludogorets Razgrad [89]
- Chine : Shenzhen Football Club [réf. nécessaire]
- Colombie : Atlético Nacional [réf. nécessaire]
- Espagne : FC Barcelone (1998-2034)[90], Atletico Madrid, RCD Majorque [91][réf. nécessaire]
- France : Paris Saint Germain [92], Montpellier Hérault Sport Club, AS Cannes, GF38 [93], FB Bourg-Péronnas, Lyon-La Duchère, Gazélec Ajaccio, Angers SCO [94], GOAL FC [95], Dijon FCO [96], FC Martigues [97], TEGG FC, Bergerac PFC[98], FC Lyon, AS Beauvais Oise[99].
- Grèce : AEK Athènes FC
- Italie : Inter Milan[réf. nécessaire]
- Pays-Bas : Vitesse Arnhem [100], Football Club Utrecht [101], AZ Alkmaar [102]
- Portugal : Sporting CP
- Suisse : BSC Young Boys, FC Zürich[réf. nécessaire]
- Serbie : Partizan Belgrade[réf. nécessaire]
- Turquie : Antalyaspor, Galatasaray SK, Gaziantepspor, Kayserispor[réf. nécessaire]
- Ukraine : SK Dnipro-1[réf. nécessaire]

##### Sélections nationales
- Angleterre
- Australie
- Azerbaïdjan [103]
- Brésil
- Chine
- Corée du Sud[104]
- Croatie[105]
- Estonie
- États-Unis[106]
- Finlande
- France
- Nigeria[107]
- Norvège
- Nouvelle-Zélande[105]
- Pays-Bas
- Pologne
- Portugal
- Qatar
- Singapour[108]
- Slovaquie
- Slovénie
- Turquie

#### Football américain
- Nike sponsorise aussi toute la NFL et des équipes universitaires telles que l'université d'Oregon, de Floride, de l'Alabama ainsi que de La Sorbonne, etc.[réf. nécessaire].

#### Golf
Tiger Woods
Rory McIlroy

#### Handball
- Espagne : FC Barcelone Handball[réf. nécessaire]
- France : Paris Saint Germain Handball[réf. nécessaire]

#### Rugby
- Rugby à XV :
  - Top 14 (France) : Stade Toulousain[110], Rugby club toulonnais[111], Racing 92[112]
  - Pro D2 (France) : FC Grenoble[113], Union sportive carcassonnaise[114]
  - Aviva Premiership (Angleterre) : Saracens[115]
  - RFU championship (Angleterre) : Bristol Rugby[116]
  - Welsh Premier Division (Pays de Galles) : Neath RFC[réf. nécessaire]
  - Super 10 (Italie) : Rugby Reggio Associazione Sportiva[réf. nécessaire]
  - División de Honor B : FC Barcelone (Espagne)[réf. nécessaire]
  - Sélections Nationales : Argentine (Argentine)[117]
- Rugby à XIII :
  - Super League : Dragons Catalans (France)[réf. nécessaire]
  - National Rugby League : Brisbane Broncos (Australie)[réf. nécessaire]

#### Athlètes
Cristiano Ronaldo, football, contrat à vie, 30 millions de dollars par an.
Giannis Antetokounmpo, basket-ball, 9 millions de dollars par an.
Russell Wilson, football américain, dispose de son propre logo, 35 millions de dollars par an entre 2016 et 2020.
Chris Paul, basket-ball, dispose de sa propre ligne de chaussure: la CP3 qui en est à sa 13e version.
Carmelo Anthony, basket-ball, a signé sous la marque Nike Jordan puis crée sa ligne de basket Jordan Melo (arrêté en 2017 à la 13e édition).
Russell Westbrook, basket-ball, a signé en 2017 un contrat record avec Nike.
Tiger Woods, golf, sponsor principal de la marque, 24 ans sous contrat.
Rafael Nadal, tennis, sous contrat depuis deux décennies, la marque est son plus grand sponsor.
Kevin Durant, basket-ball, loyal à la marque, refuse un contrat de 70 millions de dollars à Adidas pour un autre de Nike à 60 millions.
LeBron James, basket-ball, signe en 2003, à un contrat à vie avec la marque avec plus d'un milliard de dollars.
Ethan Mbappé, frère de Kylian Mbappé, signe son premier contrat avec la marque en mai 2022.

### Campagne de promotion
En 2017, l'entreprise lance une mode pour les femmes rondes ; pour cela, la marque fait poser des mannequins « plus size » pour sa campagne publicitaire.
En 2020, Nike crée une vidéo virale de deux minutes destinée au marché japonais. La vidéo évoque notamment les problèmes de discrimination raciale au Japon et fait l'objet d'une polémique allant jusqu'à un appel au boycott de la part de nombreux détracteurs japonais.